# Ed Beach
Edward Leon "Ed" Beach Jr. (Elizabeth, Nueva Jersey, Estados Unidos, 25 de enero de 1929 - Morgantown, Virginia Occidental, Estados Unidos, 15 de marzo de 1996) fue un jugador de baloncesto estadounidense que disputó una temporada en la NBA. Con 1,91 metros de estatura, jugaba en la posición de alero.

## Trayectoria deportiva

### Universidad
Jugó durante cuatro temporadas con los Mountaineers de la Universidad de Virginia Occidental, en las que promedió 10,8 puntos por partido. Su mejor anotación fueron los 25 puntos que consiguió ante Bethany en enero de 1948. Fue el primer Mountaineer en ser elegido en un draft de la NBA.

### Profesional
Fue elegido en la quincuagésimo novena posición del Draft de la NBA de 1950 por Minneapolis Lakers, con los que jugó 11 partidos, en los que promedió 2,0 puntos y 2,3 rebotes.
En el mes de diciembre fue traspasado a los Tri-Cities Blackhawks, con los que únicamente disputó un partido. Al año siguiente tuvo que cumplir el servicio militar en el Ejército de los Estados Unidos durante dos años, lo que hizo que se retirara del baloncesto.

## Estadísticas de su carrera en la NBA

### Temporada regular
| Temporada | Edad | Equipo                | Liga | P  | TIT | MIN | TC  | TCA | %TC  | 3P | 3PA | %3P | TL  | TLA | %TL  | R.OF. | R.DEF. | REB | ASIS | ROB | TAP | PER | FP  | PTS |
| 1950-51   | 22   | TOTAL                 | NBA  | 12 |     |     | 0.7 | 3.2 | .211 |    |     |     | 0.5 | 0.8 | .667 |       |        | 2.1 | 0.3  |     |     |     | 1.2 | 1.8 |
| 1950-51   | 22   | Minneapolis Lakers    | NBA  | 11 |     |     | 0.7 | 3.2 | .229 |    |     |     | 0.5 | 0.8 | .667 |       |        | 2.3 | 0.2  |     |     |     | 1.3 | 2.0 |
| 1950-51   | 22   | Tri-Cities Blackhawks | NBA  | 1  |     |     | 0.0 | 3.0 | .000 |    |     |     | 0.0 | 0.0 |      |       |        | 0.0 | 1.0  |     |     |     | 0.0 | 0.0 |
| Total     |      |                       | NBA  | 12 |     |     | 0.7 | 3.2 | .211 |    |     |     | 0.5 | 0.8 | .667 |       |        | 2.1 | 0.3  |     |     |     | 1.2 | 1.8 |